# Glande de mue
La glande de mue est le nom général que l'on donne à la glande endocrine qui contrôle le développement des arthropodes en assurant la biosynthèse de l’hormone de mue ou ecdysone. Il y a généralement deux glandes de mue par animal, qui peuvent éventuellement fusionner en un seul organe.

## Origine embryologique
La glande de mue se forme vers la moitié du développement embryonnaire, à partir d'invaginations ectodermiques chez les insectes et les crustacés. Des études effectuées chez les insectes ont montré que cette glande avait pour origine des territoires embryonnaires céphaliques (du segment labial le plus souvent) et/ou thoraciques (du premier segment thoracique). Chez les crustacés, la glande de mue provient du segment maxillaire.
Chez les myriapodes et les chélicérates, au contraire, les glandes de mue auraient une origine mésodermique. Il apparait donc que les glandes de mue ne sont probablement pas homologues d'un groupe d'arthropodes à un autre.

## Localisation anatomique
Chez les insectes, cette glande est souvent appelée glande prothoracique, en raison de sa localisation dans le premier segment thoracique. Toutefois, cette localisation et, par conséquent, cette appellation diffèrent chez certains insectes :
- chez de nombreux insectes hétérométaboles, comme les criquets, la glande de mue, appelée glande ventrale, est située en partie dans la tête (en position ventrale) et s'étend dans la région du cou.
- chez les diptères supérieurs, notamment chez les asticots, cette glande forme un anneau, l'anneau de Weismann, autour du tube digestif, en association avec d’autres organes endocrines, le complexe allato-cardiaque.

Il faut toutefois remarquer que l'appellation glande prothoracique est devenue commune et est fréquemment utilisée pour désigner la glande de mue des insectes, même dans des espèces où sa localisation est différente, voire non connue. 
Chez les crustacés décapodes, la glande de mue est appelée organe Y. Elle est localisée dans la partie antérieure du céphalothorax. Sa localisation n'est pas connue chez tous les crustacés. Chez certains, un bourrelet de l'épiderme ferait office de glande de mue et l'on trouve en fait, dans différentes espèces, tous les intermédiaires possibles entre un simple épaississement épidermique et une glande bien séparée de l'épiderme.
Chez les autres arthropodes : (à compléter)

## Rôle biologique
Comme son nom l'indique, la glande de mue a pour rôle principal de déclencher la mue des arthropodes en sécrétant l'hormone de mue. Plus précisément, elle sécrète un précurseur de l'hormone de mue, l'ecdysone, ou des composés voisins, comme la 3-déhydro-ecdysone ou la 2-désoxy-ecdysone. La transformation en hormone de mue active, la 20-hydroxy-ecdysone, a lieu dans d'autres organes, qui sont aussi des tissus-cibles de cette hormone. Les précurseurs sécrétés par la glande de mue, beaucoup moins actifs que la 20-hydroxy-ecdysone, sont parfois considérés comme des prohormones.
À la fin du développement embryonnaire, de même qu'au cours de chaque stade larvaire, la glande de mue effectue des cycles d'activité pendant lesquels les cellules glandulaires s'épaississent et sécrètent l'ecdysone, entrainant ainsi la sécrétion d'une nouvelle cuticule par l'épiderme, puis la mue.
Autres rôles : la glande de mue a probablement au moins un autre rôle, puisqu'on peut y observer des indices d'une sécrétion protéique. Des expériences ont suggéré qu'une hormone protéique, appelée facteur téléotrope, était sécrétée par la glande de mue pour agir en synergie avec l'ecdysone et faciliter la métamorphose.

## Dégénérescence de la glande de mue
La glande de mue persiste tout au long de la vie des insectes aptérygotes, qui continuent à muer après avoir atteint leur maturité sexuelle. Mais elle disparait au cours de la métamorphose chez les autres insectes, qui ne muent plus à l'état adulte. Elle peut donc être considérée comme un organe strictement larvaire chez ces animaux. Certains de ces insectes conservent toutefois leur glande de mue dans des cas très particuliers de polymorphisme : c'est le cas des criquets adultes en phase grégaire ou des soldats de termites.
La disparition de la glande de mue au cours de la métamorphose des insectes n'implique pas la disparition de l'ecdysone, qui est également synthétisée par d'autres organes, notamment les gonades chez l'adulte. 
La glande de mue subsiste chez les crustacés, qui continuent à muer toute leur vie, non seulement après leur métamorphose (qui a lieu au début de leur vie embryonnaire), mais aussi après avoir atteint leur maturité sexuelle.
Chez les autres arthropodes : (à compléter)

## Contrôle neuro-endocrine
La biosynthèse d'ecdysone par la glande de mue est soumise à une régulation complexe par des facteurs peptidiques, essentiellement d'origine neurohormonale. On peut considérer qu'il existe, probablement chez tous les arthropodes, deux sortes de facteurs régulateurs :
- des facteurs activateurs de la mue, nommés ecdysiotropines, qui stimulent la biosynthèse d'ecdysone,
- des facteurs inhibiteurs de la mue, nommés ecdysiostatines, qui stoppent la biosynthèse d'ecdysone.

L'importance relative de ces facteurs peut varier d'un groupe d'arthropodes à l'autre : 
- Chez les insectes, la régulation de l'activité de la glande de mue est essentiellement contrôlée positivement, par des ecdysiotropines, notamment l'hormone prothoracotrope (ou PTTH pour prothoracicotropic hormone). Un facteur insulinoïde, appelée bombyxine, a également un rôle ecdysiotrope. Ces neurohormones, d'origine cérébrale, sont sécrétées dans l'hémolymphe au niveau du complexe allato-cardiaque. Des ligatures placées sur le cou des insectes, qui séparent la tête du thorax, ont pour effet d'empêcher l'action de ces neurohormones cérébrales sur la glande prothoracique, ce qui entraîne l'absence de mue (larves permanentes). Cependant, il existe aussi des ecdysiostatines chez les insectes, dont le rôle, moins bien connu, semble secondaire.
- Chez les crustacés décapodes, à l'inverse, la régulation est essentiellement négative, par une ecdysiostatine nommée hormone inhibitrice de la mue ou MIH (pour moult inhibiting hormone) sécrétée par le centre neurosécréteur: l'organe X synthétise l'hormone MIH qui est stocké et diffusé par la glande du sinus localisée dans le pédoncule oculaire de ces animaux. L'ablation du pédoncule oculaire lève l'inhibition de l'organe Y, ce qui entraîne la sécrétion d'ecdysone, puis la mue.
- Chez les autres arthropodes, l'existence d'ecdysiostatines et/ou d'ecdysiotropines a aussi été rapportée, mais par des travaux beaucoup moins nombreux.